# Wildwood (Texas)
Wildwood è un census-designated place (CDP) degli Stati Uniti d'America situato tra le contee di Hardin e Tyler nello Stato del Texas. La popolazione era di 1.235 abitanti al censimento del 2010. Fa parte dell'area metropolitana di Beaumont-Port Arthur.

## Geografia fisica
Secondo lo United States Census Bureau, il CDP ha una superficie totale di 12,56 km², dei quali 11,69 km² di territorio e 0,87 km² di acque interne (6,91% del totale).

## Società

### Evoluzione demografica
Secondo il censimento del 2010, la popolazione era di 1.235 abitanti.

### Etnie e minoranze straniere
Secondo il censimento del 2010, la composizione etnica del CDP era formata dal 97,73% di bianchi, lo 0,16% di afroamericani, lo 0,4% di nativi americani, lo 0,65% di asiatici, lo 0,08% di oceanici, lo 0,4% di altre razze, e lo 0,57% di due o più etnie. Ispanici o latinos di qualunque razza erano il 2,51% della popolazione.